# إدارة فرانسيسكو مورازان
إدارة فرانسيسكو مورازان (بالإنجليزية: Francisco Morazán Department)‏ هي إدارة في هندوراس، بلغ عدد سكانها 1٬508٬906 نسمة، في 2013، عاصمتها تيغوسيغالبا، تبلغ مساحتها 8،619 كيلومتر مربع.